# Thelypteris leonina
Thelypteris leonina är en kärrbräkenväxtart som beskrevs av William Ralph Maxon, Caluff, C.Sánchez. Thelypteris leonina ingår i släktet Thelypteris och familjen Thelypteridaceae. Inga underarter finns listade.